# Sota Kitano
Sota Kitano (北野 颯太 Kitano Sota?), född 13 augusti 2004 i Wakayama prefektur, är en japansk fotbollsspelare.
Kitano började sin karriär 2020 i Cerezo Osaka.